# F1 2011 (videojuego)
F1 2011 es un juego hecho por Codemasters Birmingham, fue lanzado el 23 de septiembre de 2011, para las consolas PS3, XBOX 360 y PC. Anunció otra fecha de lanzamiento para el Nintendo 3DS, PlayStation Vita y Wii U.
El juego cuenta con pantalla dividida y un nuevo modo de juego: "Be the Driver, Live the Life, Go Compete" (Se el Piloto, Vive la Vida, Ve y Compite)
También el modo contrarreloj está incluido, se puede jugar en línea hasta con 16 jugadores, más 8 de la IA lo que completará la parrilla de 24 pilotos.

## Novedades

### Visual
- Nuevo sistema de iluminación (se elimina el tono sepia) y mejora en los colores.
- Hay transición día/noche en el circuito de Abu Dhabi (solo en carreras del 100% de distancia) y las luces del hotel cambian de color.
- Sistema de nubes dinámico: las nubes varían de posición y hay más o menos en el transcurso de la carrera.
- Mejorados los movimientos dentro del coche, ahora sentiremos más que estamos dentro del coche.
- Más fácil ver este año la información en pantalla (OSD).
- Más animaciones antes y después de la carrera.
- Mejorado el escenario del fondo.
- Una mayor fidelidad de los circuitos.
- Los volantes de los monoplazas son diferentes (distribución de botones y selectores) para cada escudería, como en la realidad.
- Se puede ver humo de los neumáticos cuando se bloquean en alguna frenada.
- Minimapa completo/parcial del circuito en pantalla.
- La TV CAM exactamente como la que sale en las retransmisiones de TV está también en el juego, aunque sólo se podrá escoger en las repeticiones y en el modo espectador. No es una cámara muy "jugable".
- Han incluido el SALUT GILLES, en la línea de salida/meta en el circuito de Montreal idéntico al real.
- En la vista del cockpit se podrá ver en la pantalla del volante la cantidad de KERS que queda y el DRS. Este último, escucharemos un "beep", cuando podamos usarlo.
- El icono del DRS, cuando no esté disponible estará transparente. Cuando esté disponible se volverá verde, además se escuchará un beep (en carrera). Cuando se use, parpadeará, con un cambio de color.
- El personal del equipo cambia cuando cambias de equipo. También podremos estar o a la izquierda, o a la derecha del garaje.
- Los paneles luminosos que están en los bordes del trazado son totalmente operativos, indicando también banderas amarillas, SC, etc...
- Las piezas que se queden en el circuito y que provoquen la salida del SC no serán retiradas de la pista ni por las grúas, ni por comisarios, ni por nadie, sino que directamente desaparecerán sin más.
- Se verán bolitas de goma (marbles) en la pista, disminuyen la adherencia y los recogen los neumáticos.

### Manejo
- Penalización por uso de asistencias de conducción: Usar ABS ó Control de Tracción conllevará una penalización de ligero peso extra a jugadores por encima de Rango 10. En Online y Offline.
- Para activar el DRS se pulsa un botón y se desactivará frenando, o bien, pulsando de nuevo el botón.
- Ahora hay solo dos escalas de desgaste de neumáticos. 1-50% de distancia de carrera la tasa de desgaste es de 2x. 51%-100% distancia de carrera utiliza una tasa de desgaste completa de carrera 1x (precisa). Hace que sea más fácil para los jugadores el cálculo de vida potencial de los neumáticos.
- Seleccionado media distancia de carrera tendrás medio tanque de combustible. Los tanques con carga completa tienen aproximadamente 170kg.
- De salida no se podrá hacer el reparto de frenada mientras corremos, pero han dicho que es una opción posible a añadir mediante parche.
- La zona de frenado ha sido modificada, ahora es más fiel a la realidad, pudiendo frenar más tarde, como en interlagos, en la curva 1, a 50m. Y la primera frenada de Monza ya no será una zona de frenado largo.
- El sobreviraje es controlable y fácil de atajar (bien por si llevas un Lewis Hamilton dentro de ti), en contraste con la gran cantidad de deslizamiento de las ruedas que los jugadores sufrieron en 2010, lo que siempre terminaba con un giro (trompo) que nunca podía ser corregido.
- Se han reescrito algunas partes del código de la física como la suspensión, que ha cambiado completamente lo que significa que las ruedas del coche están más en contacto con el suelo, lo que lo hace más auténtico. Los jugadores podrán sentir el cambio de peso de derecha a izquierda mientras vuelan a través de la chicane 11/12 en Melbourne. Los bordillos son ahora más fáciles de atacar y resistirlos.
- Carrocería oscilante. Esto significa que podremos ver cómo los retrovisores o el alerón se mueven, como en la realidad.
- El rebufo está bastante mejorado.
- Hierba en los neumáticos y cualquier cosa que recojan pueden dañar su rendimiento.
- Simulación de combustible está siendo llevado más a la realidad, que es incluso mejor que arreglar lo que hubo en F1 2010.
- Están tratando de equilibrar pesos de combustible/desgaste de neumáticos y la temperatura para ser más fieles en carrera.
- Las físicas de conducción con volante han sido mejoradas.
- Si estas en el límite de tracción y aprietas el KERS, patinarán las ruedas.
- El consumo de combustible funciona mucho mejor ahora. Se puede sentir una gran diferencia entre una sensación de coche pesado y ligero, y por lo tanto también experimentar cambios en la frenada.
- El retardo al cambiar de marcha este año es menor que el del año pasado.
- Los puntos de frenado varían según la carga de combustible.
- En los circuitos se podrá ver un cartel que señala el principio del tramo de disponibilidad del drs

### Modo de Juego
- La Bandera Roja será usada en situaciones en que el Safety Car no sea capaz de dar una vuelta normal y será usada debido a choques, no a causa de la lluvia. Durante la misma no se podrá cambiar de neumáticos ni tocar el set-up del coche.
- Cuando salga la Bandera Roja, la carrera se reanudará de nuevo en parado desde la línea de salida y con las posiciones que había una vez saliese la Bandera Roja.
- Virgin, HRT y Lotus no tendrán KERS. Todos los coches tendrán DRS, como en la realidad.
- En el garaje podremos ver la posición de los demás coches en la pista.
- Los equipos grandes irán con ruedas duras en la Q1.
- Opciones Línea de Trazada: Off, 2D, 3D, Completa, Solo en curvas.
- Recibir warnings (advertencias) conllevará la pérdida de puntos XP.
- Los neumáticos no se eligen por sus nombres sino por círculos de colores.
- Si el equipo consigue pasar de nivel para la siguiente temporada conseguirá el KERS para esa temporada (no es un desbloqueable I+D de la temporada en curso).
- Los equipos tienen acceso al mapa de combustible. No es necesario desbloquearlo en I+D.
- Un semáforo virtual además del que se ve en el panel ayudará a ver mejor el apagado de las luces para la salida.
- Hay comisarios ondeando banderas alrededor del circuito.
- Las penalizaciones no son inmediatas, se analizarán a lo largo de un tiempo.. Podrás recibir warnings con los que perderás 5xp.
- Los muros de neumáticos sí se deforman este año.
- OSD de parciales de tiempos en carrera más visible y optimizado.
- Los marbles (bolas de goma) se mostrarán fuera de la línea de carrera.
- El alerón, vibrará con las curvas y los baches del circuito.
- El indicador de combustible también será otra cosa que mejorará.
- Mejor implementación de las penalizaciones.
- Hay una nueva opción aparte de la de daños y temperatura que es ESTRATEGIA, la cual indica las vueltas aproximadas que te quedan de vida útil de las gomas, la posición virtual que tenemos en carrera (contando incluso con la parada de boxes), y los litros que nos quedan de combustible (o vueltas que podamos hacer con ese combustible).
- Todos los cambios de normativas del presente año, se verán implementados en este F1 2011(Consultar sección Normativas).
- Se incluirá el KERS, un sistema de recuperación de energía que nos dará más potencia y velocidad cuando pulsemos un botón (podremos usarlo durante aproximadamente 8 segundos). Será visible en el HUD.
- No habrá regla del 107% en la clasificación.
- El alerón móvil (DRS) también estará presente y se podrá usar siendo fiel a la normativa de la Fórmula 1. Estará presente en el HUD donde podremos saber si lo podemos usar y cambiando de color para cuando este activado o no.
- Los neumáticos también son actualizados al proveedor actual (Pirelli) y estarán presentes en el juego los 6 compuestos distintos con sus colores como en la realidad para diferenciarlos a simple vista. Los neumáticos para lluvia llevarán una marca de color naranja; los intermedios la llevarán azul claro; los superblandos, rojo; los blandos, amarillo; los medios, blanco; y los duros, plata.

### IA, daños y averías mecánicas
- Averías mecánicas. Las roturas incluyen lo que puedes esperar: los motores se rompen y los frenos pueden decir basta. Sin embargo, lo más intrigante de todo es la inclusión de fallos a largo plazo. El uso del KERS puede verse afectado (como pasa en la vida real con Red Bull), o una de las marchas puede desaparecer...
- Formas de romper el motor: sobre-revolucionando al bajar marchas, llegando al límite de revoluciones bastante a menudo, cambiar marchas cuando vayas por las bandas sonoras...
- El consumo de gasolina de la IA está ahora activo, aparte del correcto desgaste de neumáticos para la IA y otras características
- Las averías mecánicas (offline y online) no se pueden desactivar.
- En la calificación podrás sufrir también averías mecánicas, lo que provocará DNF (no finalizado).
- La IA sufrirá también averías mecánicas.
- Por primera vez la I.A. sufrirá penalizaciones.
- El KERS o DRS pueden fallar.

### Ingeniero de pista
- El ingeniero de 2010 ha sido reemplazado. La información que nos de será más completa. Explicará al piloto lo que pase en la pista y avisará de los tiempos de los demás pilotos, además de la carga de combustible y la mezcla requerida.
- Puedes cambiar el idioma del ingeniero en el juego del F1 2011.

## Safety Car
- Está presente para online y offline.
- Se mantiene la misma cámara cuando el coche de seguridad se va.
- El Safety Car está disponible en carreras del 20% o superior y puede ser desactivado.
- No habrá carreras con salida lanzada del Safety Car.
- Una vez alcance al líder se mantendrá una vuelta más antes de irse.
- Su aparición será a causa de accidentes graves.
- Se puede correr al 90% de velocidad para alcanzar al SC.
- Si se reduce demasiado la velocidad detrás de la SC, tu coche se convertirá en fantasma y los coches de atrás te pasarán. El coche volverá a ser "visible" una vez recupere la velocidad normal del tren de coches.
- Si estás entre el Safety Car y el líder seguirás el tren por un cierto período hasta que se te permita que pases al SC. Esto será indicado en pantalla donde un mensaje dirá que se puede pasar el safety car, dar la vuelta y unirte en la parte trasera de la cola. El coche de seguridad cambia luces para señalar esto.
- La salida del Safety Car será sustituida por una Bandera Roja en caso de que obstaculizen restos de accidente.
- Se puede parar en boxes a cambiar neumáticos durante el Safety Car.

## Director de carrera
Esta es una nueva opción del menú pausa. Así durante las prácticas, calificación o carrera sabremos acerca de lo más destacado en tiempos, involucrados en incidencias o accidentes, posición de los pilotos en el circuito, cuanto combustible les queda y el estado de sus neumáticos.
ONLINE:
- Está disponible cuando se apriete el botón "pausa" (tu coche se auto pilota por un tiempo yendo despacio y así no pueda ser usado para ganar ventaja) y cuando vuelves al lobby. No está disponible en la pantalla de resultados de la carrera que aparece al finalizar la carrera, así que tienes que volver al lobby si quieres más hechos y cifras.

## Modos de juego
Los modos de juego se dividen en partidas de un solo jugador y multijugador.

### Un jugador

#### Modo carrera
Es donde se basa principalmente el juego, pudiendo hacer entrevistas, fichar por equipos, tener rivales, compañeros al principio eliges el equipo para comenzar tu carrera, y según tus resultados, otros equipos se fijarán en ti también las entrevistas tendrán peso.
- La trayectoria será de 5 años.
- Al comienzo estarán disponibles 5 equipos a elegir uno de ellos: Team Lotus, HRT, Virgin, Force India y Williams.
- Novedad de realizarla en cooperativo online con la posibilidad de que dos jugadores hagan frente al modo Carrera. El jugador que hace de host elige el equipo.
- El modo Carrera en Cooperativo de dos personas no puede ser jugando a pantalla partida. (es complejo en términos de procesamiento).
- En Cooperativo solo es de 1 temporada.
- La partida guardada del modo cooperativo en línea es diferente de la de Un Jugador. Así se pueden jugar por separado los dos tipos de partida.
- En el modo Carrera cooperativo en línea no se podrá elegir otro compañero de equipo distinto del que elegiste al empezar ese modo Carrera cooperativo.
- La sesión en línea en cooperativo empezada por los dos jugadores no tendrá que ser terminado por ambos. Así si un jugador por X motivo se ha de ausentar la partida sigue para el otro jugador.

#### Modo Proving Grounds
Además del habitual Contrarreloj, la innovación es un modo similar al Time Attack llamado Proving Grounds (campos de prueba) con "escenarios en que tienes que cumplir algunas "tareas". En los escenarios disponibles se tiene que hacer frente a ciertas pruebas con predeterminados coches y condiciones predeterminadas (lluvia ligera, clima seco, lluvia fuerte, etc). Hay desafíos valorados con un trofeo de más o menos valor -siguiendo la línea de la serie GT-.
- Aquí también habrá tablas de tiempos.
- Se pueden ajustar todas las ayudas de conducción en esos escenarios.

#### Modo Contrarreloj
En este modo de juego, podremos elegir el coche, el piloto y el circuito que queramos. Una vez en el circuito, podremos configurar nuestros reglajes, y podremos dar vueltas por el trazado con las ayudas que queramos.
- El coche "fantasma" se puede desactivar.

### Multijugador
- No hay prácticas en el En línea.
- Una novedad en el En línea es que tendremos por radio al Ingeniero de Pista.
- Modo Espectador para los pilotos retirados o mientras esperamos a que otros corredores lleguen a meta. Nuevas cámaras onboard y ángulos de cámaras a elegir de los pilotos que aún están corriendo.
- En línea mejorado masivamente.
- F1 2011 incluirá nuevas opciones multijugador con la novedad de que puedan haber 16 jugadores online + el añadido de 8 de la IA para completar la parrilla de 24 pilotos.
- Modo pantalla partida (para carreras rápidas)-(solo offline).
- La opción "Rendimiento Equitativo" en una carrera online significa que todos los coches son Red Bull (completo con Kers).
- Este año como novedad se pueden comparar estadísticas con amigos o jugadores del Online.
- Habrá objetivos en el modo Online. La idea es la de que los jugadores con más inexperiencia no se sientan intimidados si están siendo batidos por los otros jugadores: Con estos objetivos no lo es todo ganar así hay menos presión y puedes crecer o rendir más. Esto significa que más gente estará en la carrera y no abandonará cuando las cosas no vayan bien.
- En el Online al final de la carrera se mostrará la Vuelta Rápida.
- No hay repeticiones.
- Otra novedad es que no es necesario esperar al Host para comenzar la carrera online.
- La clasificación online durará ligeramente más tiempo que en F1 2010.
- En el Online esos coches que no llevan KERS (Virgin, HRT y Lotus) lo llevarán si seleccionamos el modo Equitativo que hace que todos sean iguales en prestaciones.
- El host puede OPCIONALMENTE añadir IA para rellenar los huecos, no ocupados por jugadores, hasta completar los 24 posiciones.

## Circuitos
F1 2011 cuenta con todos los circuitos correspondientes a la Temporada 2011 de Fórmula 1.

## Escuderías y pilotos
Véase: Temporada 2011 de Fórmula 1.

## Recepción y crítica
Poco antes de su salida al mercado, primero en América del Norte y después en el resto del mundo y aún habiendo sido incorporado un parche para la versión PS3, se objetó por parte de revistas especializadas la gran diferencia existente entre las distintas versiones para las plataformas existentes actualmente en el mercado. Así mientras los usuarios de PC y Xbox 360 disponen de gráficos y frames per second aceptables, los usuarios de PS3 sufren continuas caídas en la velocidad de ejecución del juego. Aparte de esto, el nivel de detalle parece ser mucho menor, y efectos como el blurring están más presentes que en las otras dos versiones disponibles del título.
Después de esto y ya siendo una opinión ciertamente apoyada por los primeros usuarios de F1 2011 se descubre una cantidad de bugs o errores de programación a niveles incluso superiores al del videojuego del año pasado. Errores en la opción multijugador, en la gestión del vehículo Safety Car, etc, están, a pocos días después de su lanzamiento oficial, afectando gran parte de las críticas ahora expuestas. También ha sido diagnosticado por los primeros usuarios y corroborado por la empresa que existe un error en el setup del coche, ya que haciendo más rígidos los amortiguadores del monoplaza (a nivel de 11-11) el rendimiento en adherencia y agarre del mismo es desproporcionado a lo usual. Ante todo esto Codemasters se encuentra actualmente trabajando en la elaboración de un segundo parche para el título.